# Guðmundur Sigurjónsson

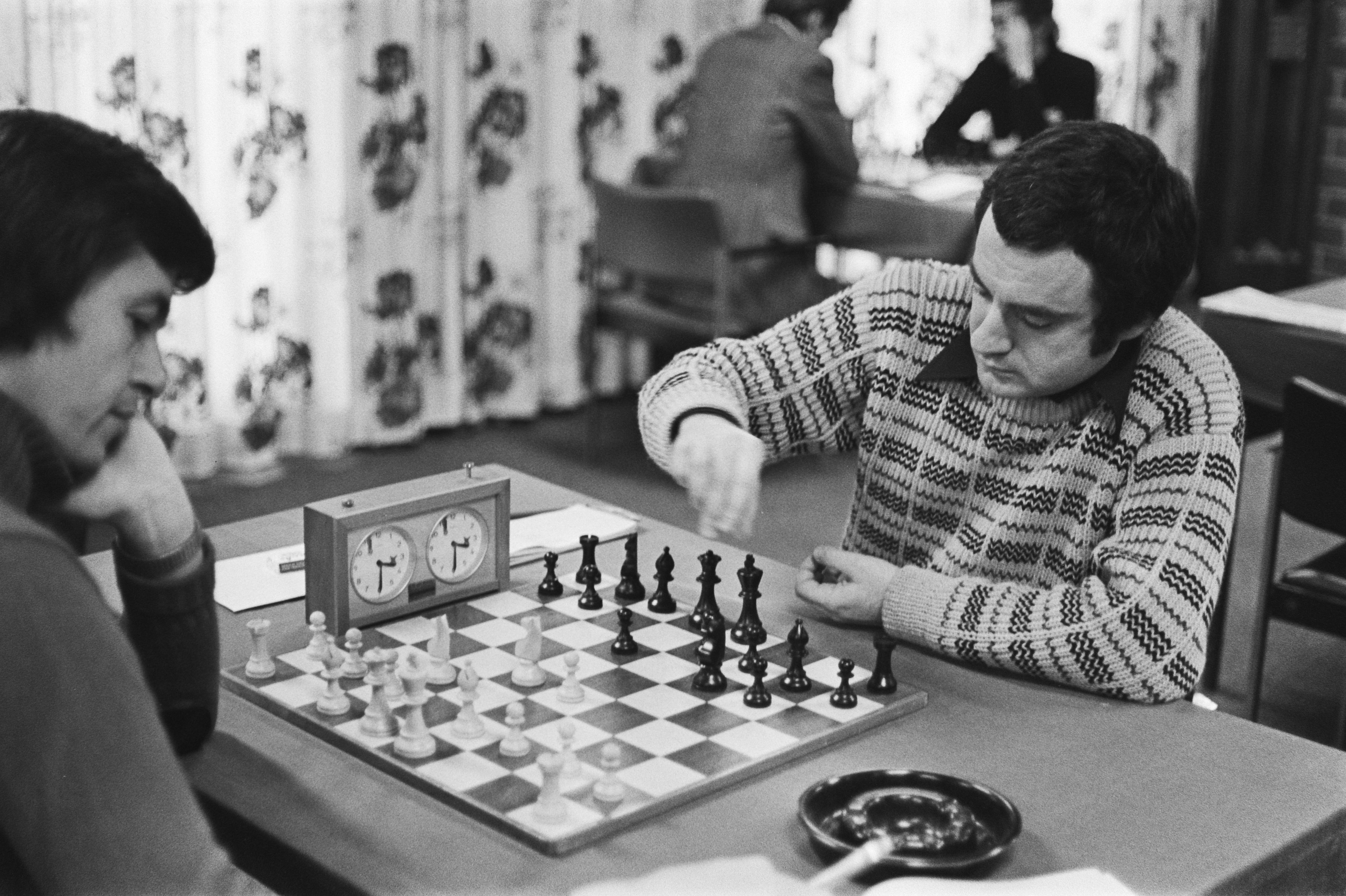
Guðmundur Sigurjónsson vs. Gennadi Sosonko (Hoogovens, 1977)

Guðmundur Sigurjónsson (* 25. September 1947 in Reykjavík) ist ein isländischer Schachspieler. Guðmundur Sigurjónsson erhielt von der FIDE 1970 den Titel Internationaler Meister verliehen, 1975 wurde er dann der zweite Großmeister Islands nach Friðrik Ólafsson. Er gewann die Isländische Meisterschaft 1965, 1968 und 1972. In den Jahren 1966, 1968, 1970, 1972, 1974, 1978, 1980, 1982, 1984 und 1986 nahm er für Island an Schacholympiaden teil Beim Interzonenturnier Rio de Janeiro 1979 und dem folgenden Kandidatenturnier war er Sekundant von Robert Hübner. Guðmundur Sigurjónsson war einer der ersten ausländischen Spieler in der deutschen Schachbundesliga; er spielte von 1980 bis 1985 in der Ersten Mannschaft der SG Porz und wurde mit dieser 1982 und 1984 Deutscher Mannschaftsmeister. In Island spielte Guðmundur Sigurjónsson für die Mannschaft von Taflfélag Reykjavíkur, mit der er auch am European Club Cup 1999 teilnahm.
Guðmundur Sigurjónsson ist kaum noch schachlich aktiv. Die letzte gewertete Turnierpartie spielte er beim European Club Cup 1999.  Seine Elo-Zahl beträgt seit Januar 2000 unverändert 2463, seine höchste Elo-Zahl von 2530 erreichte er 1976.

## Turniererfolge
- Reykjavík 1970: 1. Platz
- San Feliu de Guixols 1974: 1. Platz
- Hastings 1974/75: 2. Platz
- Orense 1976: 1.–3. Platz
- Capablanca Memorial Cienfuegos 1976: 2.–3. Platz
- Brighton 1982: 1.–3. Platz